# デジタル百万石
『デジタル百万石』（デジタルひゃくまんごく）は、2006年4月3日から2010年3月26日まで、石川県内のNHK総合テレビで平日の夕方に放送されていたNHK金沢放送局制作のニュース番組である。放送時間は毎週月曜から金曜18:10 - 18:59（JST）。

## 概要
2006年4月3日に放送を開始。番組名は、同年7月1日に北陸朝日放送を除いた石川県内のテレビ放送で地上デジタルテレビジョン放送が開始されるのにちなみ、命名された。
石川県出身で、当時、アメリカメジャーリーグでプレーしていた松井秀喜の情報を伝える「レッツゴー 松井」のコーナーや地元の明るい話題を伝えるコーナーなど様々な企画が盛り込まれた。また、本番組で放送された特集やコーナーの一部は『ニュースいしかわ845』や『かがのとしゅんしゅん便』でも放送された。
2010年3月26日の放送をもって終了。本番組の一部のコーナーは後番組『かがのとイブニング』に引き継がれた。

## 歴代出演者

### スタジオキャスター
- 石井かおる（前身番組より継続。2006年度）
- 宮﨑浩輔（2007年度以降）
- 大橋由佳（現在FM岡山DJ）
- 西田奈里子（現在横浜局）
- 黒崎瞳（2008年度。現在ラジオセンター）
- 安井千紘（2008年度以降）
- 吉道さゆり（2009年度）
- 塚本堅一（アナウンサー。通常は中継担当だが、宮﨑不在時は代理キャスター）
- 橋本奈穂子（アナウンサー。通常は中継担当だが、石井不在時は代理キャスター）
- 高橋篤史 (アナウンサー)（アナウンサー。通常は中継担当だが、石井・宮﨑不在時は代理キャスター）

### コーナー担当
- 中川尚子（なかがわ・ひさこ。「レッツゴー松井」担当）
- 中本恵子／坂井芳江（契約キャスター。火曜「いしかわGOODニュース」を交替で）
- 結川弥生（フリーアナウンサー。火曜「くらしプラス」）
- 二見和男（嘱託アナウンサー。水曜「カルチャー百万石」）
- 亀井和恵（契約キャスター。水曜「ハートプラザ」ほか）
- 高木奈々（タレント・ラジオパーソナリティ。金曜「ふるさと旅日和」）
- 竹田公美（「ふるさと旅日和」担当）
- 高橋ひろみ（「移動スタジオ あなたの街から」ほか）

## 主なコーナー
コーナー名に◎印があるものは、『かがのとイブニング』でも継続。
- レッツゴー松井◎
  - メジャーリーグシーズン中（4月 - 9月）は毎日、シーズンオフは不定期。放送直近におけるニューヨーク・ヤンキースの試合結果の他に視聴者からの応援メールやお便りを紹介。
- マンデースポーツ（月曜）
  - 石川県内のスポーツの話題を伝える。
- ろくまる文庫（月曜）◎
  - 石川県内で活躍している人をスタジオに招き、お勧めの一冊の本を紹介。また、紹介された本はNHK金沢放送局で貸し出しをしている（祝日を除く月曜から金曜まで）。
- いま本ランキング（月曜）
  - いしかわGOODニュース（火曜）◎
- くらしプラス（火曜）
- カルチャー百万石（水曜）◎
  - 石川県立美術館などで展示している作品の紹介。
- ビデオ便り（木曜）
- はくさん季節のたより（毎月第三木曜日）
- ふるさと旅日和（金曜）
- うた10ランキング（金曜）
- 移動スタジオ あなたの街から（毎月一回）
- 北陸きょうの話題（不定期）◎
  - 富山県および福井県の話題を取り上げる。

| NHK金沢放送局 平日夕方のローカルニュース | NHK金沢放送局 平日夕方のローカルニュース | NHK金沢放送局 平日夕方のローカルニュース |
| 前番組                                   | 番組名                                   | 次番組                                   |
| ---------------------------------------- | ---------------------------------------- | ---------------------------------------- |
| ニュースいしかわ610                      | デジタル百万石                           | かがのとイブニング                       |